# Paddy Wilson
Patrick Gerard "Paddy" Wilson (1933 - 25-26 juin 1973) est un homme politique nationaliste irlandais d'Irlande du Nord, assassiné par des loyalistes de l'Ulster Freedom Fighters (UFF).
Paddy Wilson naît dans la communauté de dockers de Sailortown à Belfast. Il est le plus jeune des sept enfants d'une famille catholique nationaliste. Avec son épouse Brigitte, il a un fils, Paul.
Il est élu au sénat d'Irlande du Nord comme membre du Parti républicain travailliste en 1969. L'année suivante, il participe à la fondation du Parti social-démocrate et travailliste dont il devient le premier secrétaire général. Il est également élu conseiller de la ville de Belfast.
Le 26 juin 1973, Paddy Wilson, âgé de 39 ans et sa compagne Irene Andrews, une protestante âgée de 29 ans, sont retrouvés morts. Ils ont été poignardés à mort et Paddy Wilson, frappé à 32 reprises, est également égorgé. Il est inhumé au cimetière de Milltown de Belfast. Le militant loyaliste John White a été condamné pour son rôle dans les meurtres,,.